# 沢近十九一
沢近 十九一（さわちか とくいち、1944年 - ）は、日本の編集者、科学ジャーナリスト、翻訳家。「澤近十九一」の表記もある。

## 来歴
東京生まれ。東京都立大学大学院中退。
1973年より自然誌「アニマ」の編集陣に参画、1981年より編集長。1994年よりマイクロソフト・デジタル百科事典「エンカルタ」プロジェクト・マネージャー。
総合企画会社「エス・プロジェクト」代表。新樹社の編集長。

## 著書

### 「動物のふしぎな世界」
1. 『野生の狩り』（構成・文、L・メックほか写真、田中豊美絵、国土社） 1979
2. 『動物の旅』（構成・文、松香宏隆ほか写真、国土社） 1979
3. 『サーカスの動物たち』（構成・文、横井滋治写真、国土社） 1979
4. 『虫をさそう花の信号』（構成・文、B・クランベリイほか写真、国土社） 1979
5. 『鳥の親子』（構成・文、嶋田忠ほか写真、藪内正幸絵、国土社） 1979
6. 『魚のたんじょう』（構成・文、桜井淳史, 稗田一俊写真、国土社） 1979
7. 『植物になりたかった虫』（構成・文、海野和男ほか写真、熊田千佳慕絵、国土社） 1980
8. 『やみを飛ぶ動物たち』（構成・文、栗林慧, 宮崎学(写真家)ほか写真、国土社） 1980
9. 『クモの糸のしかけ』（構成・文、栗林慧ほか写真、国土社） 1980
10. 『魚をとる鳥』（構成・文、嶋田忠ほか写真、国土社） 1980
11. 『道具をつかう動物たち』（構成・文、J.Foottほか写真、田中豊美絵、国土社） 1981
12. 『プレゼントする動物たち』（構成・文、嶋田忠ほか写真、国土社） 1982
13. 『カブトムシの角』（構成・文、海野和男ほか写真、国土社） 1982
14. 『池や川に生きる虫』（構成・文、増田戻樹ほか写真、国土社） 1983
15. 『うその顔をもつ動物たち』（構成・文、今森光彦ほか写真、国土社） 1984

### 共著
- 『日高敏隆の口説き文句』（小長谷有紀, 山極寿一編、岩波書店） 2010

### 編著
- 『世界地図101の謎』（澤近十九一名義編、河出書房新社） 2008

#### 「伊谷純一郎著作集」
1. 『日本霊長類学の誕生』（伊谷純一郎、太田至, 澤近十九一, 寺嶋秀明, 山極寿一編、平凡社、伊谷純一郎著作集1） 2007
2. 『類人猿を追って』（伊谷純一郎、太田至, 澤近十九一, 寺嶋秀明, 山極寿一編、平凡社、伊谷純一郎著作集2） 2008
3. 『霊長類の社会構造と進化』（伊谷純一郎、太田至, 澤近十九一, 寺嶋秀明, 山極寿一編、平凡社、伊谷純一郎著作集3） 2008
4. 『生態人類学の鼓動』（伊谷純一郎、太田至, 澤近十九一, 寺嶋秀明, 山極寿一編、平凡社、伊谷純一郎著作集4） 2008
5. 『遊牧社会の自然誌』（伊谷純一郎、太田至, 澤近十九一, 寺嶋秀明, 山極寿一編、平凡社、伊谷純一郎著作集5) 2009
6. 『人類学と自然の旅』（伊谷純一郎、太田至, 澤近十九一, 寺嶋秀明, 山極寿一編、平凡社、伊谷純一郎著作集6） 2009

## 翻訳
- 『生命の時間 : 誕生・生長・老化』（L.& M.ミルン、長野敬共訳、河出書房新社） 1972
- 『動物たちの地球』（マーク・カーウォーディン、小野蓉子共訳、国土社） 1990
- 『トータルペンギン』（ジェームス・ゴーマン、フランス・ランティング写真、共訳、リブロポート） 1991
- 『ダイノトピア - 恐竜国漂流記』（ジェームス・ガーニー、フレーベル館） 1992
- 『追いつめられた隣人 : 類人猿たちはいま フォト・ドキュメンタリー』（ジェーン・グドールほか、マイケル・ニコルス写真、ナショナル・ジオグラフィック・ソサエティー編、共訳、同朋舎出版） 1993
- 『恐竜 : 進化の神秘、絶滅の謎』（マリア・L・ボッツィ他、森田暁共訳、日本テレビ放送網） 1993
- 『クストーのクジラ』（ジャック・クストー, イヴ・パカレ、服部行則共訳、日本テレビ放送網） 1993
- 『バロサウルス』（ウィリアム・リンゼイ、フレーベル館、恐竜博物館1） 1993
- 『ティラノサウルス』（ウィリアム・リンゼイ、フレーベル館、恐竜博物館2） 1993
- 『トリケラトプス : よろい、かぶとにてきもびっくり!』（ウィリアム・リンゼイ、フレーベル館、恐竜博物館3） 1993
- 『コリトサウルス : きみょうなとさかはスピーカー?』（ウィリアム・リンゼイ、フレーベル館、恐竜博物館4） 1993
- 『ダイノトピア』（J・ガーニー, M・ウェルプリー、さわちかとくいち名義訳、フレーベル館、ポップアップえほん） 1994

### 「どうぶつなぜなぜずかん」
- 『オウムはことばがわかる? : おしゃべり』（アニタ・ガネリ、草土文化、どうぶつなぜなぜずかん） 1993
- 『さかなは木にのぼる? : こうどう』（アニタ・ガネリ、草土文化、どうぶつなぜなぜずかん） 1993
- 『カメは200さいまでいきる? : きろく』（アニタ・ガネリ、草土文化、どうぶつなぜなぜずかん） 1993
- 『カメレオンはかくれんぼじょうず? : カムフラージュ』（アニタ・ガネリ、草土文化、どうぶつなぜなぜずかん） 1993
- 『ミミズはヘビのしんせき? : かぞく』（アニタ・ガネリ、草土文化、どうぶつなぜなぜずかん） 1994
- 『ライオンをそだてるのは? : あかちゃん』（アニタ・ガネリ、草土文化、どうぶつなぜなぜずかん） 1994
- 『クジラの1日のしょくじは? : たべもの』（アニタ・ガネリ、草土文化、どうぶつなぜなぜずかん） 1994
- 『サルはとぶことができる? : からだのうごき』（アニタ・ガネリ、草土文化、どうぶつなぜなぜずかん） 1994